# Campeonato Africano de Atletismo de 2016 - 800 m feminino
A prova dos 800 metros feminino do Campeonato Africano de Atletismo de 2016 foi disputada entre os dias 25 e 26 de junho no Kings Park Stadium  em Durban,  na África do Sul. Participaram da prova 26 atletas sendo que 18 concluíram a prova na fase inicial. 

## Recordes
Antes desta competição, os recordes mundiais e do campeonato nesta prova eram os seguintes:
|                       | Nome                  | Nacionalidade   | Tempo     | Local   | Data                 |
| --------------------- | --------------------- | --------------- | --------- | ------- | -------------------- |
| Recorde mundial       | Jarmila Kratochvílová | Tchecoslováquia | 1m 53s 28 | Munique | 26 de julho de 1983  |
| Recorde do campeonato | Maria Mutola          | Moçambique      | 1m 56s 36 | Durban  | 27 de junho de 1993  |
| Recorde africano      | Pamela Jelimo         | Quênia          | 1m 54s 01 | Zurique | 29 de agosto de 2008 |

## Medalhistas
| Ouro                 | Prata                | Bronze                |
| Caster Semenya (RSA) | Malika Akkaoui (MAR) | Emily Cherotich (KEN) |

## Cronograma
Todos os horários são locais (UTC+2). 
| Data        | Hora  | Evento  |
| ----------- | ----- | ------- |
| 25 de junho | 17:15 | Bateria |
| 26 de junho | 18:00 | Final   |

## Resultados

### Bateria
Qualificação: 2 atletas de cada bateria (Q) mais os 2 melhores qualificados (q).
| Posição | Bateria | Atleta                      | Nacionalidade                  | Tempo   | Notas |
| ------- | ------- | --------------------------- | ------------------------------ | ------- | ----- |
| 1       | 1       | Caster Semenya              | África do Sul                  | 2:02.01 | Q     |
| 2       | 1       | Rabab Arafi                 | Marrocos                       | 2:02.32 | Q     |
| 3       | 1       | Amina Bakhit                | Sudão                          | 2:02.44 | q     |
| 4       | 1       | Noélie Yarigo               | Benim                          | 2:02.94 | q     |
| 5       | 3       | Emily Cherotich             | Quênia                         | 2:03.35 | Q     |
| 6       | 3       | Malika Akkaoui              | Marrocos                       | 2:03.36 | Q     |
| 7       | 2       | Sylivia Chematui Chesebe    | Quênia                         | 2:03.96 | Q     |
| 8       | 1       | Tigist Ketema               | Etiópia                        | 2:04.61 |       |
| 9       | 2       | Lidya Melese                | Etiópia                        | 2:04.83 | Q     |
| 10      | 1       | Halima Nakaayi              | Uganda                         | 2:04.97 |       |
| 11      | 2       | Agnes Abu                   | Gana                           | 2:05.64 |       |
| 12      | 3       | Dinke Firdisa               | Etiópia                        | 2:06.52 |       |
| 13      | 2       | Liza Kellerman              | África do Sul                  | 2:07.82 |       |
| 14      | 2       | Tarchoun Hayfa              | Tunísia                        | 2:09.49 |       |
| 15      | 1       | Violette Ndayikengurukiye   | Burundi                        | 2:10.11 |       |
| 16      | 3       | Tsepang Sello               | Lesoto                         | 2:15.03 |       |
| 17      | 3       | Sounia Hamdan               | Sudão                          | 2:17.87 |       |
| 18      | 2       | Maryjoy Mudyiravanji        | Zimbabwe                       | 2:20.75 |       |
| 19      | 2       | Fiori Asmelasha             | Eritreia                       | DSQ     |       |
| 20      | 1       | Salmi Nduuviteko            | Namíbia                        | DNS     |       |
| 20      | 1       | Espe Bandu                  | República Democrática do Congo | DNS     |       |
| 20      | 2       | Alawia Andal                | Sudão                          | DNS     |       |
| 20      | 2       | Siham Hilali                | Marrocos                       | DNS     |       |
| 20      | 3       | Leonce Missamou Bafoundissa | República do Congo             | DNS     |       |
| 20      | 3       | Umanas Saleman              | Sudão do Sul                   | DNS     |       |
| 20      | 3       | Elizabeth Mandaba           | República Centro-Africana      | DNS     |       |

### Final
| Posição           | Atleta                   | Nacionalidade | Tempo   | Notas |
| ----------------- | ------------------------ | ------------- | ------- | ----- |
| Medalha de ouro   | Caster Semenya           | África do Sul | 1:58.20 |       |
| Medalha de prata  | Malika Akkaoui           | Marrocos      | 2:00.24 |       |
| Medalha de bronze | Emily Cherotich          | Quênia        | 2:00.70 |       |
| 4                 | Sylivia Chematui Chesebe | Quênia        | 2:01.43 |       |
| 5                 | Rabab Arafi              | Marrocos      | 2:01.49 |       |
| 6                 | Noélie Yarigo            | Benim         | 2:02.68 |       |
| 7                 | Amina Bakhit             | Sudão         | 2:02.83 |       |
| 8                 | Lidya Melese             | Etiópia       | 2:04.89 |       |

Legenda
| Recorde mundial       | Recorde mundial (World record)               |                       | Recorde africano                      | Recorde africano (African) |                                           | Q | Classificado por posição (Qualified) |
| Recorde do campeonato | Recorde do campeonato (Championship record)  | Recorde da América    | Recorde da América (Americas)         | q                          | Classificado por melhor tempo (Qualified) |   |                                      |
| Melhor marca do ano   | Melhor marca do ano (World leading)          | Recorde asiático      | Recorde asiático (Asian)              | DNS                        | Não largou (Did not start)                |   |                                      |
| Recorde nacional      | Recorde nacional (National record)           | Recorde europeu       | Recorde europeu (European)            | DNF                        | Não terminou (Did not finish)             |   |                                      |
| Recorde pessoal       | Recorde pessoal do atleta (Personal best)    | Recorde da Oceania    | Recorde da Oceania (Oceania)          | DSQ / DQ                   | Desclassificado (Disqualified)            |   |                                      |
| Recorde da temporada  | Recorde da temporada do atleta (Season best) | Recorde sul-americano | Recorde sul-americano (South America) | NM                         | Sem marca (No mark)                       |   |                                      |